# La Nuit des temps
Pour l’article homonyme, voir La Nuit des temps (film).
La Nuit des temps est un roman de science-fiction de René Barjavel. Publié en 1968 aux Presses de la Cité, il reçoit le prix des Libraires l'année suivante.

## Résumé

### Découverte en Antarctique
Des expéditions scientifiques françaises en Antarctique révèlent l'émission d'un signal inattendu provenant de la profondeur des glaces. Une expédition rassemblant de nombreuses nations est organisée afin d’atteindre le point d'émission du signal. Ses membres communiquent grâce à un ordinateur traduisant instantanément leurs paroles.
L'expédition internationale découvre les ruines d'une civilisation disparue sous la glace depuis 900 000 ans et les scientifiques du monde entier affluent vers le site pour aider à explorer et comprendre.
La planète entière assiste à l'exploration en direct via la télévision satellite à couverture mondiale. Les explorateurs découvrent un objet ovoïde en or de vingt-sept mètres de diamètre dans lequel se trouvent en état de biostase, enfermés dans des blocs d'hélium à 0 K, les corps nus d’un homme et d’une femme dont les têtes sont recouvertes de casques d’or qui masquent leurs visages.
Simon, médecin faisant partie de l’expédition scientifique en Antarctique, décide avec ses collègues de procéder au réveil des corps, mais en commençant par celui de la femme, car les scientifiques tâtonnent sur la méthode de réveil, et le corps de l'homme montre des traces de brûlures sur le torse.

### Réveil d'Éléa et explications sur le monde disparu
La femme est tirée de son sommeil : elle dit s'appeler Éléa et Simon tombe éperdument amoureux d'elle. 
Grâce à une machine (une coiffe en or) apposée sur son front, Éléa transmet les éléments de sa mémoire, lesquels sont retransmis par les canaux de la télévision mondiale. Les souvenirs d'Éléa relatent l'histoire de son monde, mais aussi la sienne et celle de son compagnon Païkan, et la guerre qui a détruit sa civilisation. Son monde semble similaire au nôtre, mais pas à la même époque. Elle vivait il y a 900 000 ans, dans une civilisation bien plus avancée, appelée Gondawa, à l’aube d’une guerre qui dévasta la Terre entière. Éléa et son compagnon Païkan sont destinés l’un à l’autre depuis leur enfance et s’aiment d’un amour infini.
Les merveilles que font espérer la découverte du site de Coban rendent les nations hystériques : on augmente le niveau de protection de l'expédition car des menaces de sabotage sont transmises au monde entier. Le récit fait constamment le parallèle entre le monde contemporain et celui d'Éléa.
Alors que la fin du monde d'Éléa était proche, afin de donner un avenir à cette civilisation, quelques scientifiques, incarnés par le meilleur d'entre eux, Coban, avaient décidé de mettre en état d’hibernation un homme et une femme possédant les critères intellectuels et physiques optimum. Coban avait été choisi, ainsi qu'Éléa, mais contre son gré, car elle ne pouvait supporter d'être séparée de Païkan. Elle s'était alors enfuie avec Païkan mais, après de multiples péripéties au cours desquelles elle tombe notamment sur un groupe d'étudiants opposés à la guerre et criant "Pao!" (Non !), celui-ci avait décidé de la sauver malgré elle. Il l’avait assommée et ramenée à Coban, préférant la savoir en vie sans lui que morte avec lui.

### Tentative de réveil du second personnage et dénouement
Après avoir écouté le récit d'Éléa, Simon et ses collègues scientifiques décident de réveiller l’homme, qui a besoin d'une transfusion sanguine en raison de ses blessures. Éléa accepte de lui donner de son sang.
Après réflexion, et durant la transfusion, elle choisit de refuser la possibilité que lui offre Simon de refaire sa vie avec lui : secrètement elle s’empoisonne, et par là-même, empoisonne l’homme qu’elle croit être Coban et qu'elle juge responsable de son malheur.
Mais en réalité, ce n'est pas Coban qu'elle tue avec elle mais Païkan. Ne pouvant se résigner à vivre sans elle, il avait en effet tué Coban et pris sa place dans la sphère d'hibernation.
Leurs cœurs cessent de battre en même temps. Simon s'en rend compte trop tard : ne sachant s'il existe un antidote au poison et si on pourra l'administrer à temps, il choisit de ne pas prévenir Éléa de sa méprise.
Le leitmotiv du roman, indiquant l'amour d'Éléa pour Païkan est « Eléa : je suis à Païkan, Païkan : je suis à Eléa. »
Dans le même temps, les savants sont trahis par l'un d'entre eux et la base, sabotée, doit être évacuée. Simon, le cœur brisé, rentre chez lui, indifférent aux bruits de guerre qui montent partout sur la planète. Cependant, tout autour du monde, des étudiants crient "Pao! Pao!" pour s'opposer à la guerre.

## Personnages principaux

### Contemporains
- Dr Simon : médecin français
- Joe Hoover : chimiste et chef de la délégation américaine. C'est la caricature de l'Américain moyen, obèse, raciste et machiste par bêtise. Il a pourtant, au cours du récit, l'occasion d'utiliser à bon escient ses méthodes de cow-boy. Il finit par demander à Léonova de l'épouser.
- Léonova : anthropologue et chef de la délégation soviétique. Elle paraît, au début, être la parfaite petite militante marxiste mais sait faire abstraction de son idéologie dans l'intérêt majeur de l'humanité.
- Dr Lebeau : médecin français.
- Lukos : philologue turc et inventeur de la Traductrice. Il trahit ses amis en tentant de voler l'Équation de Zoran, source de l'énergie universelle. Le lecteur ne saura jamais pourquoi ni à qui il obéissait, puisqu'il se suicide après avoir miné la base. Ses complices trouvant la mort au cours de leur fuite, l'équation est perdue à tout jamais, à part quelques bribes qui sont inexploitables.
- Hoï-To : physicien japonais assassiné par Lukos à la fin du roman.
- Les Vignont : famille de Parisiens qui suit les événements à la télévision.
- Brivaux : ingénieur

### Gondas
Les habitants de Gondawa, appelés Gondas, vivaient il y a 900 000 ans dans un Antarctique tropical du fait d'une inclinaison différente de la Terre.
Ils exploitaient l'énergie universelle, qui leur apportait tout ce qui était nécessaire à leur confort, mais leur a également permis de créer l'Arme solaire, qui détruisit les civilisations existantes.
Leur apparence est celle d'Européens, mais ils sont tous gauchers.
Tous les citoyens recevaient un « revenu universel » en énergie universelle, afin qu'ils puissent obtenir tout ce qu'ils voulaient en la transformant en matière. Ils n'étaient pas obligés de travailler mais les non-travailleurs recevaient des revenus plus bas. Dès leur naissance, ils étaient enregistrés dans des bases de données et appariés de manière rationnelle à un autre Gonda.
- Éléa : la femme réveillée, elle a été choisie contre son gré par Coban pour sauver l'humanité, alors qu'elle ne veut que vivre son amour avec Païkan. Merveilleusement belle, fougueuse et révoltée, elle est prête à tuer pour rejoindre son amant. Après l'avoir cru mort, elle perd toute sa joie de vivre et sa combativité.
- Coban : le plus grand savant de Gondawa et directeur de l’Université, il a sélectionné Éléa en raison de ses qualités physiques et mentales. Contrairement à elle, il refuse de se laisser guider par les sentiments : il est prêt à abandonner sa fille unique à son triste sort.
- Païkan : l'amoureux d'Éléa depuis son enfance. Il est aussi déterminé qu'elle, mais on ne le comprend vraiment qu'à la fin.
- Lokan : président du Gondawa. Désespéré par l'idée de perdre la guerre, il choisit d'ignorer les conseils des savants qui n'ont aucun doute sur la dangerosité de l'Arme solaire.

### Enisors
Enisoraï était une nation contemporaine et rivale de Gondawa. Peuplée par les ancêtres des natifs américains, elle occupait ce qui deviendra les Amériques, dont la géographie a été bouleversée par le cataclysme.
C'était une nation militariste et impérialiste, qui niait l'individu. Sa supériorité démographique incita les Gondas à utiliser l'Arme solaire, ce qui détruisit le monde.
Les Enisors apparaissent peu dans le roman, mais deux d'entre eux jouent un rôle crucial dans le destin d'Éléa et de Païkan ; il s'agit de Kutiyu, chef du gouvernement d'Enisoraï et responsable de la guerre, et d'un soldat énisor dont on ignore le nom, qui attaque Païkan avant qu'il n'ait eu le temps de refermer l'abri. Païkan est grièvement brûlé dans l'affrontement et, en raison de ces brûlures, aucun des scientifiques chargés de le réveiller ne le reconnaît, ce qui aurait pu éviter sa fin tragique.

## Classique tardif de la science-fiction
La Nuit des temps est à l'origine un scénario destiné à un film d'André Cayatte, envisagé comme une superproduction à l'américaine, avec les moyens nécessaires pour donner vie à un scénario qui relève de la science-fiction avec effets spéciaux (dont des maquettes). En 1965, la production française, pourtant coutumière des coproductions coûteuses, se refuse à toute forme de projet de science-fiction. Le producteur se désiste et Cayatte jette l'éponge.
Barjavel reste donc avec ce scénario sur les bras. Il ne peut, faute de financement, être pour Cayatte ce qu'a été, par exemple, Arthur C. Clarke pour Stanley Kubrick et 2001 : L'Odyssée de l'espace. Il décide d'adapter le scénario abandonné en un roman, renouant ainsi avec la littérature après des années de découragement : en effet, à l'époque, Barjavel connait une traversée du désert[réf. souhaitée].
Barjavel puise ses matériaux à diverses sources documentaires et littéraires, à commencer par un ouvrage curieux, succès de librairie des années 1950 : Les Grands Bouleversements Terrestres d'Immanuel Velikovsky, pour la partie expliquant le changement d'axe de la Terre. Par ailleurs, il s'inspire de la légende de Tristan et Iseut, ceux que la mort même ne peut séparer, mais également du thème de La Belle au bois dormant. Le nom de la civilisation, « Gondawa », évoque le super-continent Gondwana, bien connu des géologues. Mais il reprend aussi, en les modernisant, plusieurs grands thèmes classiques de la science-fiction comme celui d'une civilisation disparue plus avancée que la nôtre (l'Atlantide, les Hyperboréens), la guerre totale, la télépathie, les sources d'énergie infinie, etc. L'idée d'une civilisation antérieure à la nôtre et plus évoluée était également fort à la mode à l'époque avec des auteurs comme Robert Charroux (Histoire inconnue des Hommes depuis 100 000 ans), Jacques Bergier, Erich von Däniken ou encore Serge Hutin. Enfin Gondawa, en tant que civilisation parfaite, rappelle quelque peu La Cité et les Astres d'Arthur C. Clarke[réf. souhaitée].
On peut y voir l'écho inversé d'un roman comme Le Lendemain de la machine (Tomorrow Sometimes Comes) de Francis George Rayer, qui présente quelques analogies avec La Nuit des Temps, sauf que le survivant endormi après la guerre atomique se réveille, lui, dans un lointain futur où, comme dans La Nuit des temps, règne un immense ordinateur sur une société prétendument parfaite. Une histoire un peu similaire se retrouve dans Pygmalion 2113 (Edmund Cooper, 1958), où un homme congelé se réveille, après une guerre nucléaire, dans un monde dominé par des androïdes. Plus ancien, le roman épique Dix mille ans dans un bloc de glace (1890), de Louis-Henri Boussenard, abordait déjà, à la manière d'un Jules Verne, le thème de la congélation et du réveil[réf. souhaitée].
Refusé par l'éditeur habituel de Barjavel, Denoël, ce furent Les Presses de la Cité qui publièrent l'ouvrage, un triomphe commercial avec 2,6 millions d'exemplaires vendus en 2018. La Nuit des temps est considérée aujourd'hui comme un classique du genre, écrit par un des pères de la science-fiction française, mais d'une facture toute différente de celle de ses romans d'anticipation précédents : ici, le récit est beaucoup plus contemporain et très ancré dans l'esprit des années 1960. Le roman reste très populaire et est constamment réédité depuis 1968,.

## Plagiat ou emprunts?
Le thème des « mondes perdus » était très en vogue dès la fin du XIXe siècle avec des auteurs britanniques comme Edgar Rice Burroughs ou Henry Rider Haggard dont le roman When the World Shook. Being an Account of the Great Adventure of Bastin, Bickley and Arbuthnot (1919) présente quelques analogies troublantes avec La Nuit des temps.
Il est par ailleurs possible — en tout cas, la question fait débat[réf. nécessaire] — que Barjavel se soit fortement inspiré d'un roman prépublié en 1919 et paru en 1925, La Sphère d'or[source secondaire nécessaire] (Out of the Silence), de l'Australien Erle Cox. On a parfois prononcé le mot de plagiat, et les ressemblances entre les deux œuvres sont frappantes : dans les deux cas, on réveille une femme d'une merveilleuse beauté (Earani — Hiéranie en français — à la place d'Éléa) dont le corps est retrouvé sous un continent désert ; les deux femmes sont issues d'une civilisation très ancienne, d'une intelligence supérieure et flanquées d'un savant qu'elles n'aiment pas, jugé dangereux et qui restera endormi ; dans les deux romans, le protagoniste tombe amoureux de la femme ; les deux civilisations anciennes se nourrissent exclusivement de pilules qui couvrent l'ensemble de leurs besoins quotidiens ; toutes deux sont le théâtre de guerres d'extermination ; les deux femmes meurent à la fin en emportant leurs secrets et, enfin, les deux tombeaux sont une sphère d'or. Cela fait beaucoup de coïncidences que des commentateurs ont relevées. Sur ce point, le rapprochement entre les deux romans ne se fera qu'après le décès de Barjavel en 1985[réf. souhaitée].

## Contexte historique
Pour ce qui est du contexte, La Nuit des temps est ancrée dans les mentalités et la situation politique de l'époque. La guerre ancienne, qui oppose deux nations dominantes — la rationnelle Gondawa et l’expansionniste Enisoraï — est une transposition à peine déguisée du conflit Est-Ouest, ; et si Barjavel fait savoir que son livre a été conçu avant les événements de mai 68, les révoltes d'étudiants contre la guerre en Gondawa évoquent celles qui secouaient déjà San Francisco contre la guerre du Viêt Nam en 1965. Enfin, les descriptions des vêtements, des meubles, etc., évoquent le design et la mode des années 1960.
La Nuit des temps est un roman pacifiste et assez anarchisant. Russes et Américains, renvoyés dos à dos, travaillent malgré tout ensemble, à l'image de l'effort de dépassement des oppositions nationales, assez répandu dans le milieu des sciences. Les savants court-circuitent les décisions des gouvernants. Notre civilisation paraît barbare face au raffinement et à la sagesse des savants des temps anciens, leur savoir immense risquant d'être perdu par la bêtise humaine.
Du point de vue de l'anticipation, Barjavel embrasse des technologies qu'il avait peu ou pas traitées, comme les « cerveaux électroniques », la « traductrice universelle », le laser-plasma désintégrant (le « plaser »), la « bague » (ou "clé") en tant que système de paiement, sans parler des machines étranges venues de cette civilisation disparue, comme la « mange-machine » qui crée des pilules nutritives à partir de rien, ou « l'arme G » qui broie les gens à distance avec une force d'origine inconnue.

## Équation de Zoran
Dans le roman de Barjavel, l'équation de Zoran est la source de l'« énergie universelle ». Elle se présente sous deux formes : la version que l'on pourrait qualifier de « savante », que seules les élites maîtrisent, et la version « avec les mots de tout le monde » qui s'énonce en ces termes : « Ce qui n'existe pas existe ». Elle ne s'écrit pas comme une équation commune, avec des lettres et des chiffres. Il s'agit d'une sorte de dessin, apparaissant dans le roman.

## Adaptations
- Kebek (2019) de Philippe Gauckler (publié par l’éditeur Daniel Maghen) s’inspire très librement de ce roman[11].
- La Nuit des temps (10 décembre 2021), bande dessinée de Christian De Metter (scénario, dessin) (184 p., Éditions Phileas)[12].

## Éditions
Éditions imprimées
- La Nuit des temps, Presses de la Cité, 1968.
- La Nuit des temps, Presses Cameron, 1986.
- La Nuit des temps, Pocket, 2010.
- La Nuit des temps, éditions des Saints Pères, 2018. Édition limitée du manuscrit en fac-similé. 950 p.

Livre audio
- René Barjavel, La Nuit des temps, Mionnay, Éditions Libellus, 1er mars 2012 (ISBN 978-2-916768-05-2, BNF 42623106, présentation en ligne) — Narrateurs : Aurélie Kieffer et Jérôme Frossard ; support : 1 disque compact audio MP3 ; durée : 8 h 56 min environ.
- René Barjavel, La Nuit des temps, Presses de la Cité, 2014 (présentation en ligne) — Narrateur : Sylvère Santin ; support : 1 disque compact audio MP3 ; durée : 10 h 46 min environ.